# Смоляное (Запорожский район)
Смоляное (укр. Смоляне) — село,
Марьевский сельский совет,
Запорожский район,
Запорожская область,
Украина.
Код КОАТУУ — 2322185703. Население по переписи 2001 года составляло 152 человека.

## Географическое положение
Село Смоляное находится на правом берегу реки Нижняя Хортица,
выше по течению на расстоянии в 1,5 км расположено село Запорожская Балка (Томаковский район).
Река в этом месте пересыхает, на ней сделана запруда.

## История
- 1816 год — дата основания как немецкая колония Шенеберг.